# Markku Keränen
Markku Tapani Keränen, född 7 januari 1945 i Salla, är en finländsk konstnär. 
Keränen studerade vid Konstindustriella läroverket 1967–1971 och debuterade i Helsingfors 1972. I hans figurativa och abstrakta måleri har man alltid kunnat urskilja spår av hans nordliga härkomst. Dekorativa, ornamentala detaljer, som han lånat från textilier och nordösterbottnisk inredningskonst, samt landskap från Karlö utanför Uleåborg, där han tillbringar långa perioder varje år, återkommer i hans temperamålningar. Människofigurer har alltid intagit en viktig plats i hans måleri. På 1970-talet kunde han måla människor i helfigur, dansande par och sittande bondgubbar i expressionistisk stil. Senare har han målat serier av bilder i litet format med lekfulla figurer i intensiva färger. Han utförde 1978 väggmålningen Brevet i posthuset i Kristinestad. Han undervisade 1976–1994 vid Konstindustriella högskolan. 